# Dandong Tengyue
El Dandong Tengyue (en chino simplificado, 丹东腾跃足球俱乐部) es un equipo de fútbol de China que jugaba en la Primera Liga China, la segunda división nacional.

## Historia
Fue fundado en el año 1999 en la ciudad de Dandong en Liaoning con el nombre Dandong Hantong. Pasó más de dos décadas en la división aficionada hasta que en 2020 logra el ascenso a la Segunda Liga China.
Al año siguiente pasó a llamarse Dandong Tengyue y en 2022 logra el ascenso a la Primera Liga China. En la temporada 2023 tuvo que jugar en la ciudad de Huludao por no haber estadio de fútbol con las condiciones mínimas en Dandong, por lo que el club oficialmente se mudó a esa ciudad en enero de 2024, pero el club decidió abandonar la segunda categoría para la temporada 2024.

## Nombres
- 1999–2020 Dandong Hantong F.C. 丹东瀚通
- 2021– Dandong Tengyue F.C. 丹东腾跃